# Yuri Farneti
Yuri Farneti (Angera, 3 gennaio 1996) è un giocatore di squash italiano.
È il giocatore italiano con il ranking mondiale più alto. Farneti gioca nella squadra italiana.

## Carriera
Yuri Farneti gioca nel PSA World Tour dal 2014. Ha raggiunto la posizione più alta nella classifica mondiale nell'ottobre 2020 con il 120º posto. Ha partecipato a diversi campionati europei con la nazionale italiana raggiungendo gli ottavi di finale nel 2016, 2017 e 2018. Ha anche rappresentato l'Italia al campionato mondiale 2017. Dal 2015 al 2024 ha vinto il titolo di Campione Italiano assoluto per dieci volte di fila

## Palmarès
- Campionato Italiano Assoluto: 2015, 2016, 2017, 2018, 2019, 2020, 2021, 2022, 2023, 2024